# Public Enemy
A Public Enemy (gyakran használt rövidítése: PE) egy amerikai hiphopegyüttes, amely leginkább az erős politikai tartalmú szövegeiről, illetve az afroamerikai közösséget érintő kérdésekben megfogalmazott, radikális és harcos nézeteiről ismert. Bár számos rapelőadó szövegeiben egy-egy szám erejéig korábban is megfogalmazódott hasonlóan kemény politikai tartalmú téma, de a Public Enemy az első, amely kifejezetten ebben a stílusban alkot.
Az együttes a New York állambeli Long Islandról származik. Első albumuk 1987-ben jelent meg Yo! Bum Rush the Show címmel, de első komoly sikerüket az It Takes a Nation of Millions to Hold Us Back című, 1988-ban megjelent második nagylemezük hozta meg, amely abban az évben a Billboard magazin 200-as toplistáján a 42. helyezésig jutott.
2004-ben a Rolling Stone magazin a 44. helyre rangsorolta a Halhatatlanok: Minden idők 100 legnagyobb előadója (The Immortals: 100 Greatest Artists of All Time) című listán, így ezzel a Run-DMC-t is megelőzve a legelőkelőbb helyet szerezte meg a hiphopelőadók közül.
A PE a kezdetektől fogva intenzíven koncertezett az Amerikai Egyesült Államokon kívül is, így rendkívül népszerűek az európai és az ázsiai raprajongók között is. Magyarországon először 1994-ben léptek fel Ice-T-val közös turnéjuk alkalmával a Körcsarnokban, legutóbb pedig 2003 októberében adtak koncertet a Petőfi Csarnokban.
Érdekesség, hogy a Terminátor 2-ben John Connor végig az ő pólójukat viseli.

## Albumok
- 1987: Yo! Bum Rush the Show
- 1988: It Takes a Nation of Millions to Hold Us Back
- 1990: Fear of a Black Planet
- 1991: Apocalypse 91… The Enemy Strikes Black
- 1994: Muse Sick-n-Hour Mess Age
- 1998: He Got Game
- 1999: There's a Poison Goin' On
- 2002: Revolverlution
- 2005: New Whirl Odor
- 2006: Rebirth of a Nation
- 2007: How You Sell Soul to a Soulless People Who Sold Their Soul?
- 2012: Most of My Heroes Still Don't Appear on No Stamp
- 2012: The Evil Empire of Everything
- 2015: Man Plans God Laughs
- 2017: Nothing Is Quick in the Desert
- 2020: Loud Is Not Enough (Enemy Radio néven)
- 2020: What You Gonna Do When the Grid Goes Down?

## Tagok
- Chuck D (Carlton Douglas Ridenhour) – szövegíró, előadó, producer
- Flavor Flav (William Jonathan Drayton, Jr.) – szövegíró, előadó, énekes, producer, hype man, komikus

- Professor Griff (Richard Griffin) – turnémenedzser, alkalmanként producer, koncerteken előadó és dobos
- DJ Lord (Lord Aswod) – DJ, producer
- Terminator X (Norman Rogers) – DJ, producer
- DJ Johnny Juice (John Rosado) – producer

The Bomb Squad
- Hank Shocklee (Hank Boxley)
- Keith Shocklee (Keith Boxley)
- Eric Sadler
- Gary G-Wiz